# مندی سلارس
مندی سلارس (انگلیسی: Mandy Sellars؛ زادهٔ ۲۰ فوریهٔ ۱۹۷۵) زنی است که از یک نوع جهش ژنی نادر رنج می‌برد که سبب شده تا او دچارِ رشد غیرطبیعی و شدید پاهایش گردد.
در سال ۲۰۰۶ میلادی پزشکان دریافتند که او مبتلا به سندرم پروتئوس است، نوعی اختلال ژنتیکی بسیار نادر که فقط ۱۲۰ نفر در سرتاسر دنیا به آن مبتلا هستند. اما پژوهش‌های اخیر، علتِ بیماری وی را جهش در ژن PIK3CA می‌دانند. با آنکه برخی پژوهش‌ها همچنان حاکی از آن هستند که او مبتلا به نوعی نادر از سندرم پروتئوس است، اما وی خودش این تشخیص را زیر سؤال برده‌است.
مشکل او تا کنون در چنید برنامهٔ تلویزیونی مطرح و نمایش داده شده‌است. سلارس به شوخی در اینباره می‌گوید که او یک «ستارهٔ تلویزیونی گاه‌به‌گاه» است.
او در سال ۲۰۰۹ میلادی و در سن ۲۱ سالگی، ۱۳۳ کیلوگرم وزن داشت: ۳۸ کیلوگرم از آن مربوط به بالاتنه و ۹۵ کیلوگرم باقی مربوط به پائین‌تنهٔ اوست. پزشکان او تا سالیان متمادی نمی‌دانستند علت این عارضه چیست تا آنکه در مه ۲۰۰۶ به این نتیجه رسیدند که عاملش، سندرم پروتئوس است. این بیماری درمان قطعی ندارد.
پاهای او از بدو تولد بزرگ بود. مندی از ۱۸ ماهگی قادر به راه رفتن بود. در سن ۷ سالگی، پزشکان به مادرش گفتند بهتر است هر دو پای او قطع شود، اما مادرش نپذیرفت. در سن ۱۹ سالگی، مندی تصمیم گرفت که مستقل شده و به تنهایی زندگی کند. او در رشتهٔ روان‌شناسی تحصیل کرد و از دانشگاه مرکزی لانکاشر لیسانس گرفت و بدون هیچ‌گونه کمکی از دیگران، خودش به‌تنهایی زندگی می‌کرد. در ۲۸ سالگی، مندی مبتلا به ترومبوز سیاهرگی عمقی شد که موجب شد به مدت ۸–۶ ماه، از کمر به پائین فلج باشد. پس از آن دوباره یاد گرفت که چگونه راه برود. سه سال بعد، مندی دچار عفونت خونی و نارسایی کلیه‌ها شد و مبتلا به استافیلوکوک اورئوس مقاوم به متی‌سیلین گشت. در نهایت پای چپ وی را از زانو به پائین در سال ۲۰۱۰ قطع کردند. ۲۲ ماه پس از این قطع عضو، پایش مجدداً با سرعت زیادی، شروع به رشد و افزایش قطر نمود. بخش قطع‌شدهٔ پا آنچنان قطور شد که دیگر قادر به جایگیری در «پای مصنوعی» نبود به نحوی که وزنش به ۱۹ کیلوگرم و قطرش به ۱ متر رسید.
در سال ۲۰۱۷ میلادی با بررسی‌های ژنتیکی، مشخص شد که علت این بیماری او، جهش در ژن PIK3CA است و بدین ترتیب پزشکان دریافتند که بیماری او سندرم پروتئوس نیست. بر پایهٔ اطلاعاتی که از بررسی ژن‌های او بدست آمد، به وی داروی سیرولیموس تجویز شد که باعث شد پس از حدود ۹۰ روز، تا اندازه‌ای اندازهٔ پاهای وی کوچک‌تر شوند.